# Bluebird Airways
Bluebird Airways ist eine griechische Fluggesellschaft mit Sitz in Heraklion auf Kreta.

## Geschichte
Bluebird Airways wurde 2008 gegründet und ist hauptsächlich an der Beförderung von Passagieren und Fracht von Tel Aviv per Linien- und Charterflügen beteiligt.
Im Jahre 2015 stellte die Fluggesellschaft in Erwartung einer „ruhigen Wintersaison“ kurzzeitig ihren Betrieb ein, nahm aber im August 2016 wieder den Betrieb auf.

## Flugziele
Die Fluggesellschaft fliegt folgende Ziele in Griechenland an:
- Athen
- Kos
- Kreta
- Mykonos
- Rhodos
- Santorini
- Thessaloniki

Sowie folgende Ziele im Ausland:
- Berlin-Brandenburg, Deutschland
- Tel Aviv, Israel
- Budapest, Ungarn
- Bukarest, Rumänien
- Burgas, Bulgarien
- Larnaka, Zypern
- Verona, Italien

## Flotte

### Aktuelle Flotte
Die Flotte von Bluebird Airways besteht mit Stand April 2025 aus vier Flugzeugen mit einem Durchschnittsalter von 20,9 Jahren:
| Flugzeugtyp    | aktiv | bestellt | Anmerkungen                    | Sitzplätze | Durchschnittsalter |
| -------------- | ----- | -------- | ------------------------------ | ---------- | ------------------ |
| Boeing 737-800 | 4     |          | drei mit Winglets ausgestattet | 189        | 20,9 Jahre         |
| Gesamt         | 4     | -        |                                |            | 20,9 Jahre         |

### Ehemalige Flugzeugtypen
- McDonnell Douglas MD 82[2]
- Boeing 737-300
- Boeing B737-400[2]